# 斯库特·巴里
理查德·弗朗西斯·“斯库特”·巴里（英語：Richard Francis "Scooter" Barry，1966年8月13日—）是名职业篮球运动员，出生于加利福尼亚州的旧金山。
他是NBA著名球星里克·巴里的大儿子，其他三位分别是琼、德鲁和布伦特，他们都是职业篮球运动员。斯库特是堪萨斯大学篮球队的球员，取得过1988年美国NCAA篮球锦标赛的冠军，随后曾在美国大陆篮球协会以及法国、德国和西班牙打球，1990年代中期斯库特还在澳大利亚全国篮球联赛的东南墨尔本魔术队效力过，他已经取得了美国和德国的双重国籍。

## 效力过的球队
- 堪萨斯大学 (NCAA)
- 韦恩堡 (CBA)
- 圣何塞 (CBA)
- 牟罗兹 (法国联赛)
- 梅西纳 (意大利联赛)
- 吉森 (德国联赛)
- 不伦瑞克 (德国联赛)
- 特纳里夫篮球队 Tenerife (西班牙联赛)
- 莱昂篮球队 León (西班牙联赛)